# Anwar Junusow
Anwar Junusow (ur. 1 lutego 1987 w Duszanbe) – tadżycki bokser, brązowy medalista mistrzostw świata.
Występował na ringu w wadze koguciej i lekkiej. W 2011 podczas mistrzostw świata amatorów w Baku zdobył brązowy medal w kategorii do 56 kg.
Startował w igrzyskach olimpijskich w Pekinie w 2008, dochodząc do ćwierćfinału turnieju. W Londynie w 2012 przegrał pierwszą walkę w 1/8 finału, a w Rio de Janeiro przegrał drugą walkę w 1/8 finału i zajął 9. miejsce.
W 2007 był brązowym medalistą mistrzostw Azji. Po zakończeniu w 2017 kariery amatorskiej walczył na ringach zawodowych w USA. 